# 588 Ахил
588 Ахил (енгл. 588 Achilles) је Јупитеров тројански астероид. Приближан пречник астероида је 135,47 ,
а средња удаљеност астероида од Сунца износи 5,195 астрономских јединица (АЈ).
Инклинација (нагиб) орбите у односу на раван еклиптике је 10,320 степени, а орбитални период износи 4325,565 дана (11,842 годину). Ексцентрицитет орбите астероида износи 0,147.
Апсолутна магнитуда астероида износи 8,67 а геометријски албедо 0,032.
Астероид је откривен 22. фебруара 1906. године.